# Tour de Wallonie 2019
La 46e édition du Tour de Wallonie a lieu du 27 au 31 juillet 2019. La course fait partie du calendrier UCI Europe Tour 2019 en catégorie 2.HC.

## Présentation

### Équipes
Dix-neuf équipes participent à ce Tour de Wallonie - six WorldTeams, dix équipes continentales professionnelles et trois équipes continentales :
| WorldTeams (6)- AG2R La Mondiale - CCC Team - Groupama-FDJ - Lotto Soudal - Katusha-Alpecin - Ineos Équipes continentales professionnelles (10)- Riwal Readynez - Roompot-Charles - Cofidis, Solutions Crédits - Corendon-Circus - Israel Cycling Academy - Sport Vlaanderen-Baloise - Total Direct Énergie - Vital Concept-B&B Hotels - Wanty-Groupe Gobert - Wallonie Bruxelles Équipes continentales (3)- Natura4Ever-Roubaix Lille Métropole - Tarteletto-Isorex - Telenet Fidea Lions |
| |

## Étapes
| Étape     | Date      | Villes étapes                  | type            | Distance (km) | Vainqueur d'étape  | Leader du classement général |
| --------- | --------- | ------------------------------ | --------------- | ------------- | ------------------ | ---------------------------- |
| 1re étape | 27 juill. | Le Rœulx – Dottignies          | étape vallonnée | 186,4         | Timothy Dupont     | Timothy Dupont               |
| 2e étape  | 28 juill. | Waremme – Beyne-Heusay         | étape vallonnée | 170,4         | Loïc Vliegen       | Loïc Vliegen                 |
| 3e étape  | 29 juill. | La Roche-en-Ardenne – Verviers | étape vallonnée | 194,2         | Davide Cimolai     | Loïc Vliegen                 |
| 4e étape  | 30 juill. | Villers-le-Bouillet – Lierneux | étape vallonnée | 178,2         | Arnaud Démare      | Loïc Vliegen                 |
| 5e étape  | 31 juill. | Couvin – Thuin                 | étape vallonnée | 186,7         | Tosh Van der Sande | Loïc Vliegen                 |

## Déroulement de la course

### 1reétape
| \| Classement de l'étape \| Classement de l'étape \| Classement de l'étape \| Classement de l'étape \| Classement de l'étape \| \| Coureur \| Coureur \| Pays \| Équipe \| Temps \| \| --------------------- \| --------------------- \| --------------------- \| -------------------------- \| --------------------- \| \| 1er \| Timothy Dupont \| Belgique \| Wanty-Gobert \| 4 h 22 min 44 s \| \| 2e \| Roy Jans \| Belgique \| Corendon-Circus \| + 0 s \| \| 3e \| Jakub Mareczko \| Italie \| CCC Team \| + 0 s \| \| 4e \| Julien Duval \| France \| AG2R La Mondiale \| + 0 s \| \| 5e \| Tom Van Asbroeck \| Belgique \| Israel Cycling Academy \| + 0 s \| \| 6e \| Bryan Coquard \| France \| Vital Concept-B&B Hotels \| + 0 s \| \| 7e \| Tosh Van der Sande \| Belgique \| Lotto-Soudal \| + 0 s \| \| 8e \| Damien Touzé \| France \| Cofidis, Solutions Crédits \| + 0 s \| \| 9e \| Andreas Stokbro \| Danemark \| Riwal Readynez \| + 0 s \| \| 10e \| Amaury Capiot \| Belgique \| Sport Vlaanderen-Baloise \| + 0 s \| |                    |          |                            |                 |
| |                    |          |                            |                 |
| Source : ProCyclingStats |                    |          |                            |                 |
| Classement de l'étape |                    |          |                            |                 |
| Coureur | Coureur            | Pays     | Équipe                     | Temps           |
| 1er | Timothy Dupont     | Belgique | Wanty-Gobert               | 4 h 22 min 44 s |
| 2e | Roy Jans           | Belgique | Corendon-Circus            | + 0 s           |
| 3e | Jakub Mareczko     | Italie   | CCC Team                   | + 0 s           |
| 4e | Julien Duval       | France   | AG2R La Mondiale           | + 0 s           |
| 5e | Tom Van Asbroeck   | Belgique | Israel Cycling Academy     | + 0 s           |
| 6e | Bryan Coquard      | France   | Vital Concept-B&B Hotels   | + 0 s           |
| 7e | Tosh Van der Sande | Belgique | Lotto-Soudal               | + 0 s           |
| 8e | Damien Touzé       | France   | Cofidis, Solutions Crédits | + 0 s           |
| 9e | Andreas Stokbro    | Danemark | Riwal Readynez             | + 0 s           |
| 10e | Amaury Capiot      | Belgique | Sport Vlaanderen-Baloise   | + 0 s           |

| \| Classement général \| Classement général \| Classement général \| Classement général \| Classement général \| \| Coureur \| Coureur \| Pays \| Équipe \| Temps \| \| ------------------ \| ------------------- \| ------------------ \| ------------------------ \| ------------------ \| \| 1er \| Timothy Dupont \| Belgique \| Wanty-Gobert \| 4 h 22 min 34 s \| \| 2e \| Roy Jans \| Belgique \| Corendon-Circus \| + 4 s \| \| 3e \| Kevyn Ista \| Belgique \| Wallonie Bruxelles \| + 4 s \| \| 4e \| Jakub Mareczko \| Italie \| CCC Team \| + 6 s \| \| 5e \| Edward Planckaert \| Belgique \| Sport Vlaanderen-Baloise \| + 6 s \| \| 6e \| Dries De Bondt \| Belgique \| Corendon-Circus \| + 7 s \| \| 7e \| Baptiste Planckaert \| Belgique \| Wallonie Bruxelles \| + 8 s \| \| 8e \| Abram Stockman \| Belgique \| Tarteletto-Isorex \| + 9 s \| \| 9e \| Julien Duval \| France \| AG2R La Mondiale \| + 10 s \| \| 10e \| Tom Van Asbroeck \| Belgique \| Israel Cycling Academy \| + 10 s \| |                     |          |                          |                 |
| |                     |          |                          |                 |
| Source : ProCyclingStats |                     |          |                          |                 |
| Classement général |                     |          |                          |                 |
| Coureur | Coureur             | Pays     | Équipe                   | Temps           |
| 1er | Timothy Dupont      | Belgique | Wanty-Gobert             | 4 h 22 min 34 s |
| 2e | Roy Jans            | Belgique | Corendon-Circus          | + 4 s           |
| 3e | Kevyn Ista          | Belgique | Wallonie Bruxelles       | + 4 s           |
| 4e | Jakub Mareczko      | Italie   | CCC Team                 | + 6 s           |
| 5e | Edward Planckaert   | Belgique | Sport Vlaanderen-Baloise | + 6 s           |
| 6e | Dries De Bondt      | Belgique | Corendon-Circus          | + 7 s           |
| 7e | Baptiste Planckaert | Belgique | Wallonie Bruxelles       | + 8 s           |
| 8e | Abram Stockman      | Belgique | Tarteletto-Isorex        | + 9 s           |
| 9e | Julien Duval        | France   | AG2R La Mondiale         | + 10 s          |
| 10e | Tom Van Asbroeck    | Belgique | Israel Cycling Academy   | + 10 s          |

### 2eétape
| \| Classement de l'étape \| Classement de l'étape \| Classement de l'étape \| Classement de l'étape \| Classement de l'étape \| \| Coureur \| Coureur \| Pays \| Équipe \| Temps \| \| --------------------- \| --------------------- \| --------------------- \| -------------------------- \| --------------------- \| \| 1er \| Loïc Vliegen \| Belgique \| Wanty-Gobert \| 4 h 04 min 37 s \| \| 2e \| Christopher Lawless \| Royaume-Uni \| Team Ineos \| + 8 s \| \| 3e \| Quinten Hermans \| Belgique \| Telenet-Fidea Lions \| + 12 s \| \| 4e \| Dimitri Claeys \| Belgique \| Cofidis, Solutions Crédits \| + 12 s \| \| 5e \| Dorian Godon \| France \| AG2R La Mondiale \| + 12 s \| \| 6e \| Ruben Guerreiro \| Portugal \| Katusha-Alpecin \| + 12 s \| \| 7e \| Damien Touzé \| France \| Cofidis, Solutions Crédits \| + 12 s \| \| 8e \| Lucas Eriksson \| Suède \| Riwal Readynez \| + 12 s \| \| 9e \| Tobias Ludvigsson \| Suède \| Groupama-FDJ \| + 12 s \| \| 10e \| Eddie Dunbar \| Irlande \| Team Ineos \| + 12 s \| |                     |             |                            |                 |
| |                     |             |                            |                 |
| Source : ProCyclingStats |                     |             |                            |                 |
| Classement de l'étape |                     |             |                            |                 |
| Coureur | Coureur             | Pays        | Équipe                     | Temps           |
| 1er | Loïc Vliegen        | Belgique    | Wanty-Gobert               | 4 h 04 min 37 s |
| 2e | Christopher Lawless | Royaume-Uni | Team Ineos                 | + 8 s           |
| 3e | Quinten Hermans     | Belgique    | Telenet-Fidea Lions        | + 12 s          |
| 4e | Dimitri Claeys      | Belgique    | Cofidis, Solutions Crédits | + 12 s          |
| 5e | Dorian Godon        | France      | AG2R La Mondiale           | + 12 s          |
| 6e | Ruben Guerreiro     | Portugal    | Katusha-Alpecin            | + 12 s          |
| 7e | Damien Touzé        | France      | Cofidis, Solutions Crédits | + 12 s          |
| 8e | Lucas Eriksson      | Suède       | Riwal Readynez             | + 12 s          |
| 9e | Tobias Ludvigsson   | Suède       | Groupama-FDJ               | + 12 s          |
| 10e | Eddie Dunbar        | Irlande     | Team Ineos                 | + 12 s          |

| \| Classement général \| Classement général \| Classement général \| Classement général \| Classement général \| \| Coureur \| Coureur \| Pays \| Équipe \| Temps \| \| ------------------ \| ------------------- \| ------------------ \| -------------------------- \| ------------------ \| \| 1er \| Loïc Vliegen \| Belgique \| Wanty-Gobert \| 8 h 27 min 11 s \| \| 2e \| Christopher Lawless \| Royaume-Uni \| Team Ineos \| + 12 s \| \| 3e \| Quinten Hermans \| Belgique \| Telenet-Fidea Lions \| + 18 s \| \| 4e \| Dries De Bondt \| Belgique \| Corendon-Circus \| + 19 s \| \| 5e \| Damien Touzé \| France \| Cofidis, Solutions Crédits \| + 22 s \| \| 6e \| Tosh Van der Sande \| Belgique \| Lotto-Soudal \| + 22 s \| \| 7e \| Jenthe Biermans \| Belgique \| Katusha-Alpecin \| + 22 s \| \| 8e \| Ruben Guerreiro \| Portugal \| Katusha-Alpecin \| + 22 s \| \| 9e \| Milan Menten \| Belgique \| Sport Vlaanderen-Baloise \| + 22 s \| \| 10e \| Dorian Godon \| France \| AG2R La Mondiale \| + 22 s \| |                     |             |                            |                 |
| |                     |             |                            |                 |
| Source : ProCyclingStats |                     |             |                            |                 |
| Classement général |                     |             |                            |                 |
| Coureur | Coureur             | Pays        | Équipe                     | Temps           |
| 1er | Loïc Vliegen        | Belgique    | Wanty-Gobert               | 8 h 27 min 11 s |
| 2e | Christopher Lawless | Royaume-Uni | Team Ineos                 | + 12 s          |
| 3e | Quinten Hermans     | Belgique    | Telenet-Fidea Lions        | + 18 s          |
| 4e | Dries De Bondt      | Belgique    | Corendon-Circus            | + 19 s          |
| 5e | Damien Touzé        | France      | Cofidis, Solutions Crédits | + 22 s          |
| 6e | Tosh Van der Sande  | Belgique    | Lotto-Soudal               | + 22 s          |
| 7e | Jenthe Biermans     | Belgique    | Katusha-Alpecin            | + 22 s          |
| 8e | Ruben Guerreiro     | Portugal    | Katusha-Alpecin            | + 22 s          |
| 9e | Milan Menten        | Belgique    | Sport Vlaanderen-Baloise   | + 22 s          |
| 10e | Dorian Godon        | France      | AG2R La Mondiale           | + 22 s          |

### 3eétape
| \| Classement de l'étape \| Classement de l'étape \| Classement de l'étape \| Classement de l'étape \| Classement de l'étape \| \| Coureur \| Coureur \| Pays \| Équipe \| Temps \| \| --------------------- \| --------------------- \| --------------------- \| ------------------------ \| --------------------- \| \| 1er \| Davide Cimolai \| Italie \| Israel Cycling Academy \| 4 h 40 min 43 s \| \| 2e \| Amaury Capiot \| Belgique \| Sport Vlaanderen-Baloise \| + 0 s \| \| 3e \| Bryan Coquard \| France \| Vital Concept-B&B Hotels \| + 0 s \| \| 4e \| Lionel Taminiaux \| Belgique \| Wallonie Bruxelles \| + 0 s \| \| 5e \| Tosh Van der Sande \| Belgique \| Lotto-Soudal \| + 0 s \| \| 6e \| Milan Menten \| Belgique \| Sport Vlaanderen-Baloise \| + 0 s \| \| 7e \| Timothy Dupont \| Belgique \| Wanty-Gobert \| + 0 s \| \| 8e \| Quinten Hermans \| Belgique \| Telenet-Fidea Lions \| + 0 s \| \| 9e \| Dorian Godon \| France \| AG2R La Mondiale \| + 0 s \| \| 10e \| Kévin Réza \| France \| Vital Concept-B&B Hotels \| + 0 s \| |                    |          |                          |                 |
| |                    |          |                          |                 |
| Source : ProCyclingStats |                    |          |                          |                 |
| Classement de l'étape |                    |          |                          |                 |
| Coureur | Coureur            | Pays     | Équipe                   | Temps           |
| 1er | Davide Cimolai     | Italie   | Israel Cycling Academy   | 4 h 40 min 43 s |
| 2e | Amaury Capiot      | Belgique | Sport Vlaanderen-Baloise | + 0 s           |
| 3e | Bryan Coquard      | France   | Vital Concept-B&B Hotels | + 0 s           |
| 4e | Lionel Taminiaux   | Belgique | Wallonie Bruxelles       | + 0 s           |
| 5e | Tosh Van der Sande | Belgique | Lotto-Soudal             | + 0 s           |
| 6e | Milan Menten       | Belgique | Sport Vlaanderen-Baloise | + 0 s           |
| 7e | Timothy Dupont     | Belgique | Wanty-Gobert             | + 0 s           |
| 8e | Quinten Hermans    | Belgique | Telenet-Fidea Lions      | + 0 s           |
| 9e | Dorian Godon       | France   | AG2R La Mondiale         | + 0 s           |
| 10e | Kévin Réza         | France   | Vital Concept-B&B Hotels | + 0 s           |

| \| Classement général \| Classement général \| Classement général \| Classement général \| Classement général \| \| Coureur \| Coureur \| Pays \| Équipe \| Temps \| \| ------------------ \| ---------------------- \| ------------------ \| -------------------------- \| ------------------ \| \| 1er \| Loïc Vliegen \| Belgique \| Wanty-Gobert \| 13 h 07 min 54 s \| \| 2e \| Christopher Lawless \| Royaume-Uni \| Team Ineos \| + 12 s \| \| 3e \| Dries De Bondt \| Belgique \| Corendon-Circus \| + 13 s \| \| 4e \| Quinten Hermans \| Belgique \| Telenet-Fidea Lions \| + 18 s \| \| 5e \| Kenneth Van Rooy \| Belgique \| Sport Vlaanderen-Baloise \| + 18 s \| \| 6e \| Aurélien Paret-Peintre \| France \| AG2R La Mondiale \| + 19 s \| \| 7e \| Dimitri Claeys \| Belgique \| Cofidis, Solutions Crédits \| + 21 s \| \| 8e \| Tosh Van der Sande \| Belgique \| Lotto-Soudal \| + 22 s \| \| 9e \| Damien Touzé \| France \| Cofidis, Solutions Crédits \| + 22 s \| \| 10e \| Milan Menten \| Belgique \| Sport Vlaanderen-Baloise \| + 22 s \| |                        |             |                            |                  |
| |                        |             |                            |                  |
| Source : ProCyclingStats |                        |             |                            |                  |
| Classement général |                        |             |                            |                  |
| Coureur | Coureur                | Pays        | Équipe                     | Temps            |
| 1er | Loïc Vliegen           | Belgique    | Wanty-Gobert               | 13 h 07 min 54 s |
| 2e | Christopher Lawless    | Royaume-Uni | Team Ineos                 | + 12 s           |
| 3e | Dries De Bondt         | Belgique    | Corendon-Circus            | + 13 s           |
| 4e | Quinten Hermans        | Belgique    | Telenet-Fidea Lions        | + 18 s           |
| 5e | Kenneth Van Rooy       | Belgique    | Sport Vlaanderen-Baloise   | + 18 s           |
| 6e | Aurélien Paret-Peintre | France      | AG2R La Mondiale           | + 19 s           |
| 7e | Dimitri Claeys         | Belgique    | Cofidis, Solutions Crédits | + 21 s           |
| 8e | Tosh Van der Sande     | Belgique    | Lotto-Soudal               | + 22 s           |
| 9e | Damien Touzé           | France      | Cofidis, Solutions Crédits | + 22 s           |
| 10e | Milan Menten           | Belgique    | Sport Vlaanderen-Baloise   | + 22 s           |

### 4eétape
| \| Classement de l'étape \| Classement de l'étape \| Classement de l'étape \| Classement de l'étape \| Classement de l'étape \| \| Coureur \| Coureur \| Pays \| Équipe \| Temps \| \| --------------------- \| --------------------- \| --------------------- \| ------------------------ \| --------------------- \| \| 1er \| Arnaud Démare \| France \| Groupama-FDJ \| 4 h 26 min 52 s \| \| 2e \| Szymon Sajnok \| Pologne \| CCC Team \| + 0 s \| \| 3e \| Stijn Steels \| Belgique \| Roompot-Charles \| + 0 s \| \| 4e \| Romain Cardis \| France \| Total Direct Énergie \| + 0 s \| \| 5e \| Dries De Bondt \| Belgique \| Corendon-Circus \| + 0 s \| \| 6e \| Amaury Capiot \| Belgique \| Sport Vlaanderen-Baloise \| + 0 s \| \| 7e \| Baptiste Planckaert \| Belgique \| Wallonie Bruxelles \| + 0 s \| \| 8e \| Bryan Coquard \| France \| Vital Concept-B&B Hotels \| + 0 s \| \| 9e \| Tosh Van der Sande \| Belgique \| Lotto-Soudal \| + 0 s \| \| 10e \| Christopher Lawless \| Royaume-Uni \| Team Ineos \| + 0 s \| |                     |             |                          |                 |
| |                     |             |                          |                 |
| Source : ProCyclingStats |                     |             |                          |                 |
| Classement de l'étape |                     |             |                          |                 |
| Coureur | Coureur             | Pays        | Équipe                   | Temps           |
| 1er | Arnaud Démare       | France      | Groupama-FDJ             | 4 h 26 min 52 s |
| 2e | Szymon Sajnok       | Pologne     | CCC Team                 | + 0 s           |
| 3e | Stijn Steels        | Belgique    | Roompot-Charles          | + 0 s           |
| 4e | Romain Cardis       | France      | Total Direct Énergie     | + 0 s           |
| 5e | Dries De Bondt      | Belgique    | Corendon-Circus          | + 0 s           |
| 6e | Amaury Capiot       | Belgique    | Sport Vlaanderen-Baloise | + 0 s           |
| 7e | Baptiste Planckaert | Belgique    | Wallonie Bruxelles       | + 0 s           |
| 8e | Bryan Coquard       | France      | Vital Concept-B&B Hotels | + 0 s           |
| 9e | Tosh Van der Sande  | Belgique    | Lotto-Soudal             | + 0 s           |
| 10e | Christopher Lawless | Royaume-Uni | Team Ineos               | + 0 s           |

| \| Classement général \| Classement général \| Classement général \| Classement général \| Classement général \| \| Coureur \| Coureur \| Pays \| Équipe \| Temps \| \| ------------------ \| ---------------------- \| ------------------ \| -------------------------- \| ------------------ \| \| 1er \| Loïc Vliegen \| Belgique \| Wanty-Gobert \| 17 h 34 min 46 s \| \| 2e \| Christopher Lawless \| Royaume-Uni \| Team Ineos \| + 12 s \| \| 3e \| Dries De Bondt \| Belgique \| Corendon-Circus \| + 13 s \| \| 4e \| Eddie Dunbar \| Irlande \| Team Ineos \| + 16 s \| \| 5e \| Kenneth Van Rooy \| Belgique \| Sport Vlaanderen-Baloise \| + 18 s \| \| 6e \| Quinten Hermans \| Belgique \| Telenet-Fidea Lions \| + 18 s \| \| 7e \| Aurélien Paret-Peintre \| France \| AG2R La Mondiale \| + 19 s \| \| 8e \| Dimitri Claeys \| Belgique \| Cofidis, Solutions Crédits \| + 21 s \| \| 9e \| Tosh Van der Sande \| Belgique \| Lotto-Soudal \| + 22 s \| \| 10e \| Milan Menten \| Belgique \| Sport Vlaanderen-Baloise \| + 22 s \| |                        |             |                            |                  |
| |                        |             |                            |                  |
| Source : ProCyclingStats |                        |             |                            |                  |
| Classement général |                        |             |                            |                  |
| Coureur | Coureur                | Pays        | Équipe                     | Temps            |
| 1er | Loïc Vliegen           | Belgique    | Wanty-Gobert               | 17 h 34 min 46 s |
| 2e | Christopher Lawless    | Royaume-Uni | Team Ineos                 | + 12 s           |
| 3e | Dries De Bondt         | Belgique    | Corendon-Circus            | + 13 s           |
| 4e | Eddie Dunbar           | Irlande     | Team Ineos                 | + 16 s           |
| 5e | Kenneth Van Rooy       | Belgique    | Sport Vlaanderen-Baloise   | + 18 s           |
| 6e | Quinten Hermans        | Belgique    | Telenet-Fidea Lions        | + 18 s           |
| 7e | Aurélien Paret-Peintre | France      | AG2R La Mondiale           | + 19 s           |
| 8e | Dimitri Claeys         | Belgique    | Cofidis, Solutions Crédits | + 21 s           |
| 9e | Tosh Van der Sande     | Belgique    | Lotto-Soudal               | + 22 s           |
| 10e | Milan Menten           | Belgique    | Sport Vlaanderen-Baloise   | + 22 s           |

### 5eétape
| \| Classement de l'étape \| Classement de l'étape \| Classement de l'étape \| Classement de l'étape \| Classement de l'étape \| \| Coureur \| Coureur \| Pays \| Équipe \| Temps \| \| --------------------- \| --------------------- \| --------------------- \| ------------------------ \| --------------------- \| \| 1er \| Tosh Van der Sande \| Belgique \| Lotto-Soudal \| 4 h 37 min 23 s \| \| 2e \| Bryan Coquard \| France \| Vital Concept-B&B Hotels \| + 1 s \| \| 3e \| Dries De Bondt \| Belgique \| Corendon-Circus \| + 3 s \| \| 4e \| Amaury Capiot \| Belgique \| Sport Vlaanderen-Baloise \| + 3 s \| \| 5e \| Tobias Ludvigsson \| Suède \| Groupama-FDJ \| + 3 s \| \| 6e \| Davide Cimolai \| Italie \| Israel Cycling Academy \| + 3 s \| \| 7e \| Loïc Vliegen \| Belgique \| Wanty-Gobert \| + 4 s \| \| 8e \| Milan Menten \| Belgique \| Sport Vlaanderen-Baloise \| + 7 s \| \| 9e \| Quinten Hermans \| Belgique \| Telenet-Fidea Lions \| + 7 s \| \| 10e \| Timothy Dupont \| Belgique \| Wanty-Gobert \| + 7 s \| |                    |          |                          |                 |
| |                    |          |                          |                 |
| Source : ProCyclingStats |                    |          |                          |                 |
| Classement de l'étape |                    |          |                          |                 |
| Coureur | Coureur            | Pays     | Équipe                   | Temps           |
| 1er | Tosh Van der Sande | Belgique | Lotto-Soudal             | 4 h 37 min 23 s |
| 2e | Bryan Coquard      | France   | Vital Concept-B&B Hotels | + 1 s           |
| 3e | Dries De Bondt     | Belgique | Corendon-Circus          | + 3 s           |
| 4e | Amaury Capiot      | Belgique | Sport Vlaanderen-Baloise | + 3 s           |
| 5e | Tobias Ludvigsson  | Suède    | Groupama-FDJ             | + 3 s           |
| 6e | Davide Cimolai     | Italie   | Israel Cycling Academy   | + 3 s           |
| 7e | Loïc Vliegen       | Belgique | Wanty-Gobert             | + 4 s           |
| 8e | Milan Menten       | Belgique | Sport Vlaanderen-Baloise | + 7 s           |
| 9e | Quinten Hermans    | Belgique | Telenet-Fidea Lions      | + 7 s           |
| 10e | Timothy Dupont     | Belgique | Wanty-Gobert             | + 7 s           |

## Classements finals

### Classement général final
| \| Classement général \| Classement général \| Classement général \| Classement général \| Classement général \| \| Coureur \| Coureur \| Pays \| Équipe \| Temps \| \| ------------------ \| ---------------------- \| ------------------ \| ------------------------ \| ------------------ \| \| 1er \| Loïc Vliegen \| Belgique \| Wanty-Gobert \| 22 h 12 min 13 s \| \| 2e \| Tosh Van der Sande \| Belgique \| Lotto-Soudal \| + 8 s \| \| 3e \| Dries De Bondt \| Belgique \| Corendon-Circus \| + 8 s \| \| 4e \| Christopher Lawless \| Royaume-Uni \| Team Ineos \| + 15 s \| \| 5e \| Quentin Pacher \| France \| Vital Concept-B&B Hotels \| + 16 s \| \| 6e \| Eddie Dunbar \| Irlande \| Team Ineos \| + 19 s \| \| 7e \| Quinten Hermans \| Belgique \| Telenet-Fidea Lions \| + 21 s \| \| 8e \| Kenneth Van Rooy \| Belgique \| Sport Vlaanderen-Baloise \| + 21 s \| \| 9e \| Tobias Ludvigsson \| Suède \| Groupama-FDJ \| + 21 s \| \| 10e \| Aurélien Paret-Peintre \| France \| AG2R La Mondiale \| + 22 s \| |                        |             |                          |                  |
| |                        |             |                          |                  |
| Source : ProCyclingStats |                        |             |                          |                  |
| Classement général |                        |             |                          |                  |
| Coureur | Coureur                | Pays        | Équipe                   | Temps            |
| 1er | Loïc Vliegen           | Belgique    | Wanty-Gobert             | 22 h 12 min 13 s |
| 2e | Tosh Van der Sande     | Belgique    | Lotto-Soudal             | + 8 s            |
| 3e | Dries De Bondt         | Belgique    | Corendon-Circus          | + 8 s            |
| 4e | Christopher Lawless    | Royaume-Uni | Team Ineos               | + 15 s           |
| 5e | Quentin Pacher         | France      | Vital Concept-B&B Hotels | + 16 s           |
| 6e | Eddie Dunbar           | Irlande     | Team Ineos               | + 19 s           |
| 7e | Quinten Hermans        | Belgique    | Telenet-Fidea Lions      | + 21 s           |
| 8e | Kenneth Van Rooy       | Belgique    | Sport Vlaanderen-Baloise | + 21 s           |
| 9e | Tobias Ludvigsson      | Suède       | Groupama-FDJ             | + 21 s           |
| 10e | Aurélien Paret-Peintre | France      | AG2R La Mondiale         | + 22 s           |

### Classements annexes
| Classement par points | Classement par points | Classement par points | Classement par points    | Classement par points |
| Coureur               | Coureur               | Pays                  | Équipe                   | Points                |
| --------------------- | --------------------- | --------------------- | ------------------------ | --------------------- |
| 1er                   | Bryan Coquard         | France                | Vital Concept-B&B Hotels | 44 pts                |
| 2e                    | Tosh Van der Sande    | Belgique              | Lotto-Soudal             | 39 pts                |
| 3e                    | Amaury Capiot         | Belgique              | Sport Vlaanderen-Baloise | 37 pts                |
| 4e                    | Davide Cimolai        | Italie                | Israel Cycling Academy   | 31 pts                |
| 5e                    | Timothy Dupont        | Belgique              | Wanty-Gobert             | 30 pts                |
| 6e                    | Loïc Vliegen          | Belgique              | Wanty-Gobert             | 29 pts                |
| 7e                    | Arnaud Démare         | France                | Groupama-FDJ             | 25 pts                |
| 8e                    | Dries De Bondt        | Belgique              | Corendon-Circus          | 23 pts                |
| 9e                    | Christopher Lawless   | Royaume-Uni           | Team Ineos               | 21 pts                |
| 10e                   | Quinten Hermans       | Belgique              | Telenet-Fidea Lions      | 20 pts                |

| Classement par points | Classement par points | Classement par points | Classement par points    | Classement par points |
| Coureur               | Coureur               | Pays                  | Équipe                   | Points                |
| --------------------- | --------------------- | --------------------- | ------------------------ | --------------------- |
| 1er                   | Bryan Coquard         | France                | Vital Concept-B&B Hotels | 44 pts                |
| 2e                    | Tosh Van der Sande    | Belgique              | Lotto-Soudal             | 39 pts                |
| 3e                    | Amaury Capiot         | Belgique              | Sport Vlaanderen-Baloise | 37 pts                |
| 4e                    | Davide Cimolai        | Italie                | Israel Cycling Academy   | 31 pts                |
| 5e                    | Timothy Dupont        | Belgique              | Wanty-Gobert             | 30 pts                |
| 6e                    | Loïc Vliegen          | Belgique              | Wanty-Gobert             | 29 pts                |
| 7e                    | Arnaud Démare         | France                | Groupama-FDJ             | 25 pts                |
| 8e                    | Dries De Bondt        | Belgique              | Corendon-Circus          | 23 pts                |
| 9e                    | Christopher Lawless   | Royaume-Uni           | Team Ineos               | 21 pts                |
| 10e                   | Quinten Hermans       | Belgique              | Telenet-Fidea Lions      | 20 pts                |

| Classement de la montagne | Classement de la montagne | Classement de la montagne | Classement de la montagne           | Classement de la montagne |
| Coureur                   | Coureur                   | Pays                      | Équipe                              | Points                    |
| ------------------------- | ------------------------- | ------------------------- | ----------------------------------- | ------------------------- |
| 1er                       | Toon Aerts                | Belgique                  | Telenet-Fidea Lions                 | 82 pts                    |
| 2e                        | Elmar Reinders            | Pays-Bas                  | Roompot-Charles                     | 24 pts                    |
| 3e                        | Arnaud Démare             | France                    | Groupama-FDJ                        | 20 pts                    |
| 4e                        | Floris Gerts              | Pays-Bas                  | Tarteletto-Isorex                   | 16 pts                    |
| 5e                        | Clément Carisey           | France                    | Israel Cycling Academy              | 14 pts                    |
| 6e                        | Dimitri Claeys            | Belgique                  | Cofidis, Solutions Crédits          | 14 pts                    |
| 7e                        | Diego Rosa                | Italie                    | Team Ineos                          | 14 pts                    |
| 8e                        | Emiel Vermeulen           | Belgique                  | Natura4Ever-Roubaix Lille Métropole | 14 pts                    |
| 9e                        | Eddie Dunbar              | Irlande                   | Team Ineos                          | 12 pts                    |
| 10e                       | Thijs Aerts               | Belgique                  | Telenet-Fidea Lions                 | 10 pts                    |

| Classement de la montagne | Classement de la montagne | Classement de la montagne | Classement de la montagne           | Classement de la montagne |
| Coureur                   | Coureur                   | Pays                      | Équipe                              | Points                    |
| ------------------------- | ------------------------- | ------------------------- | ----------------------------------- | ------------------------- |
| 1er                       | Toon Aerts                | Belgique                  | Telenet-Fidea Lions                 | 82 pts                    |
| 2e                        | Elmar Reinders            | Pays-Bas                  | Roompot-Charles                     | 24 pts                    |
| 3e                        | Arnaud Démare             | France                    | Groupama-FDJ                        | 20 pts                    |
| 4e                        | Floris Gerts              | Pays-Bas                  | Tarteletto-Isorex                   | 16 pts                    |
| 5e                        | Clément Carisey           | France                    | Israel Cycling Academy              | 14 pts                    |
| 6e                        | Dimitri Claeys            | Belgique                  | Cofidis, Solutions Crédits          | 14 pts                    |
| 7e                        | Diego Rosa                | Italie                    | Team Ineos                          | 14 pts                    |
| 8e                        | Emiel Vermeulen           | Belgique                  | Natura4Ever-Roubaix Lille Métropole | 14 pts                    |
| 9e                        | Eddie Dunbar              | Irlande                   | Team Ineos                          | 12 pts                    |
| 10e                       | Thijs Aerts               | Belgique                  | Telenet-Fidea Lions                 | 10 pts                    |

| Classement des sprints | Classement des sprints | Classement des sprints | Classement des sprints              | Classement des sprints |
| Coureur                | Coureur                | Pays                   | Équipe                              | Points                 |
| ---------------------- | ---------------------- | ---------------------- | ----------------------------------- | ---------------------- |
| 1er                    | Emiel Vermeulen        | Belgique               | Natura4Ever-Roubaix Lille Métropole | 20 pts                 |
| 2e                     | Dries De Bondt         | Belgique               | Corendon-Circus                     | 15 pts                 |
| 3e                     | Quentin Pacher         | France                 | Vital Concept-B&B Hotels            | 15 pts                 |
| 4e                     | Eddie Dunbar           | Irlande                | Team Ineos                          | 10 pts                 |
| 5e                     | Amaury Capiot          | Belgique               | Sport Vlaanderen-Baloise            | 9 pts                  |
| 6e                     | Kenneth Van Rooy       | Belgique               | Sport Vlaanderen-Baloise            | 6 pts                  |
| 7e                     | Edward Planckaert      | Belgique               | Sport Vlaanderen-Baloise            | 6 pts                  |
| 8e                     | Toon Aerts             | Belgique               | Telenet-Fidea Lions                 | 6 pts                  |
| 9e                     | Aurélien Paret-Peintre | France                 | AG2R La Mondiale                    | 5 pts                  |
| 10e                    | Elmar Reinders         | Pays-Bas               | Roompot-Charles                     | 5 pts                  |

| Classement des sprints | Classement des sprints | Classement des sprints | Classement des sprints              | Classement des sprints |
| Coureur                | Coureur                | Pays                   | Équipe                              | Points                 |
| ---------------------- | ---------------------- | ---------------------- | ----------------------------------- | ---------------------- |
| 1er                    | Emiel Vermeulen        | Belgique               | Natura4Ever-Roubaix Lille Métropole | 20 pts                 |
| 2e                     | Dries De Bondt         | Belgique               | Corendon-Circus                     | 15 pts                 |
| 3e                     | Quentin Pacher         | France                 | Vital Concept-B&B Hotels            | 15 pts                 |
| 4e                     | Eddie Dunbar           | Irlande                | Team Ineos                          | 10 pts                 |
| 5e                     | Amaury Capiot          | Belgique               | Sport Vlaanderen-Baloise            | 9 pts                  |
| 6e                     | Kenneth Van Rooy       | Belgique               | Sport Vlaanderen-Baloise            | 6 pts                  |
| 7e                     | Edward Planckaert      | Belgique               | Sport Vlaanderen-Baloise            | 6 pts                  |
| 8e                     | Toon Aerts             | Belgique               | Telenet-Fidea Lions                 | 6 pts                  |
| 9e                     | Aurélien Paret-Peintre | France                 | AG2R La Mondiale                    | 5 pts                  |
| 10e                    | Elmar Reinders         | Pays-Bas               | Roompot-Charles                     | 5 pts                  |

| Classement du meilleur jeune | Classement du meilleur jeune | Classement du meilleur jeune | Classement du meilleur jeune | Classement du meilleur jeune |
| Coureur                      | Coureur                      | Pays                         | Équipe                       | Temps                        |
| ---------------------------- | ---------------------------- | ---------------------------- | ---------------------------- | ---------------------------- |
| 1er                          | Christopher Lawless          | Royaume-Uni                  | Team Ineos                   | 22 h 12 min 28 s             |
| 2e                           | Eddie Dunbar                 | Irlande                      | Team Ineos                   | + 4 s                        |
| 3e                           | Quinten Hermans              | Belgique                     | Telenet-Fidea Lions          | + 6 s                        |
| 4e                           | Aurélien Paret-Peintre       | France                       | AG2R La Mondiale             | + 7 s                        |
| 5e                           | Milan Menten                 | Belgique                     | Sport Vlaanderen-Baloise     | + 10 s                       |
| 6e                           | Jenthe Biermans              | Belgique                     | Katusha-Alpecin              | + 10 s                       |
| 7e                           | Dorian Godon                 | France                       | AG2R La Mondiale             | + 10 s                       |
| 8e                           | Lucas Eriksson               | Suède                        | Riwal Readynez               | + 10 s                       |
| 9e                           | Nathan Van Hooydonck         | Belgique                     | CCC Team                     | + 10 s                       |
| 10e                          | Nicolas Cleppe               | Belgique                     | Telenet-Fidea Lions          | + 23 s                       |

| Classement du meilleur jeune | Classement du meilleur jeune | Classement du meilleur jeune | Classement du meilleur jeune | Classement du meilleur jeune |
| Coureur                      | Coureur                      | Pays                         | Équipe                       | Temps                        |
| ---------------------------- | ---------------------------- | ---------------------------- | ---------------------------- | ---------------------------- |
| 1er                          | Christopher Lawless          | Royaume-Uni                  | Team Ineos                   | 22 h 12 min 28 s             |
| 2e                           | Eddie Dunbar                 | Irlande                      | Team Ineos                   | + 4 s                        |
| 3e                           | Quinten Hermans              | Belgique                     | Telenet-Fidea Lions          | + 6 s                        |
| 4e                           | Aurélien Paret-Peintre       | France                       | AG2R La Mondiale             | + 7 s                        |
| 5e                           | Milan Menten                 | Belgique                     | Sport Vlaanderen-Baloise     | + 10 s                       |
| 6e                           | Jenthe Biermans              | Belgique                     | Katusha-Alpecin              | + 10 s                       |
| 7e                           | Dorian Godon                 | France                       | AG2R La Mondiale             | + 10 s                       |
| 8e                           | Lucas Eriksson               | Suède                        | Riwal Readynez               | + 10 s                       |
| 9e                           | Nathan Van Hooydonck         | Belgique                     | CCC Team                     | + 10 s                       |
| 10e                          | Nicolas Cleppe               | Belgique                     | Telenet-Fidea Lions          | + 23 s                       |

| Classement par équipes | Classement par équipes     | Classement par équipes | Classement par équipes |
| Équipe                 | Équipe                     | Pays                   | Temps                  |
| ---------------------- | -------------------------- | ---------------------- | ---------------------- |
| 1re                    | Ineos                      | Royaume-Uni            | 66 h 37 min 50 s       |
| 2e                     | AG2R La Mondiale           | France                 | + 16 s                 |
| 3e                     | Vital Concept-B&B Hotels   | France                 | + 30 s                 |
| 4e                     | Lotto Soudal               | Belgique               | + 1 min 06 s           |
| 5e                     | Sport Vlaanderen-Baloise   | Belgique               | + 1 min 26 s           |
| 6e                     | Groupama-FDJ               | France                 | + 2 min 35 s           |
| 7e                     | Katusha-Alpecin            | Suisse                 | + 4 min 26 s           |
| 8e                     | Roompot-Charles            | Pays-Bas               | + 4 min 28 s           |
| 9e                     | Wanty-Groupe Gobert        | Belgique               | + 4 min 37 s           |
| 10e                    | Cofidis, Solutions Crédits | France                 | + 4 min 59 s           |

| Classement par équipes | Classement par équipes     | Classement par équipes | Classement par équipes |
| Équipe                 | Équipe                     | Pays                   | Temps                  |
| ---------------------- | -------------------------- | ---------------------- | ---------------------- |
| 1re                    | Ineos                      | Royaume-Uni            | 66 h 37 min 50 s       |
| 2e                     | AG2R La Mondiale           | France                 | + 16 s                 |
| 3e                     | Vital Concept-B&B Hotels   | France                 | + 30 s                 |
| 4e                     | Lotto Soudal               | Belgique               | + 1 min 06 s           |
| 5e                     | Sport Vlaanderen-Baloise   | Belgique               | + 1 min 26 s           |
| 6e                     | Groupama-FDJ               | France                 | + 2 min 35 s           |
| 7e                     | Katusha-Alpecin            | Suisse                 | + 4 min 26 s           |
| 8e                     | Roompot-Charles            | Pays-Bas               | + 4 min 28 s           |
| 9e                     | Wanty-Groupe Gobert        | Belgique               | + 4 min 37 s           |
| 10e                    | Cofidis, Solutions Crédits | France                 | + 4 min 59 s           |

## Évolution des classements

### Évolution des classements
| Étape              | Vainqueur          | Classement général | Classement par points | Classement des sprints | Classement de la montagne | Classement du meilleur jeune | Classement par équipes    | Prix de la combativité |
| ------------------ | ------------------ | ------------------ | --------------------- | ---------------------- | ------------------------- | ---------------------------- | ------------------------- | ---------------------- |
| 1                  | Timothy Dupont     | Timothy Dupont     | Timothy Dupont        | Kevyn Ista             | Nicolai Brøchner          | Abram Stockman               | Cofidis                   | Edward Planckaert      |
| 2                  | Loïc Vliegen       | Loïc Vliegen       | Loïc Vliegen          | Emiel Vermeulen        | Toon Aerts                | Christopher Lawless          | Wanty-Gobert Cycling Team | Tom Wirtgen            |
| 3                  | Davide Cimolai     | Loïc Vliegen       | Timothy Dupont        | Dries De Bondt         | Toon Aerts                | Christopher Lawless          | Wanty-Gobert Cycling Team | Thijs Aerts            |
| 4                  | Arnaud Démare      | Loïc Vliegen       | Timothy Dupont        | Emiel Vermeulen        | Toon Aerts                | Christopher Lawless          | Team INEOS                | Arnaud Démare          |
| 5                  | Tosh Van der Sande | Loïc Vliegen       | Bryan Coquard         | Emiel Vermeulen        | Toon Aerts                | Christopher Lawless          | Team INEOS                | Lionel Taminiaux       |
| Classements finaux | Classements finaux | Loïc Vliegen       | Bryan Coquard         | Emiel Vermeulen        | Toon Aerts                | Christopher Lawless          | Team INEOS                | Non décerné            |